# Jim King (basketballer)
James H. “Jim” King (New Orleans, 9 februari 1943) is een voormalig Amerikaans basketballer. Hij won met het Amerikaans basketbalteam de gouden medaille op de Olympische Zomerspelen 1968.
King speelde voor het team van de Oklahoma State University. Later speelde hij voor de Goodyear Wingfoots in de Amateur Athletic Union. Tijdens de Olympische Spelen speelde hij 8 wedstrijden, inclusief de finale tegen Joegoslavië. Gedurende deze wedstrijden scoorde hij 14 punten.
4 John Clawson · 
5 Ken Spain · 
6 Jo Jo White · 
7 Mike Barrett · 
8 Spencer Haywood · 
9 Charlie Scott · 
10 Bill Hosket · 
11 Calvin Fowler · 
12 Mike Silliman · 
13 Glynn Saulters · 
14 Jim King · 
15 Don Dee · 
Coach Hank Iba